# Isuzu C
Der Isuzu C ist ein großer Niederflurbus von Isuzu. Die Reihe wurde hauptsächlich als Linienbus in Städten eingesetzt.

## Modelle
M = Blattfederausführung A = luftgefederte Ausführung.
- K-CLM/CLA (1980) – DH100H – Motor
- K-CJM/CJA (1980) – 6QA2 – R6-Motor
- K-CPM/CPA (1980) – E120H – Motor
- K-CQM/CQA (1982) – 6RB2 – R6-Motor

### Radstände
- 470: 4,7 m
- 500: 5,0 m
- 520: 5,2 m
- 550: 5,5 m
- 600: 6,0 m

### Galerie

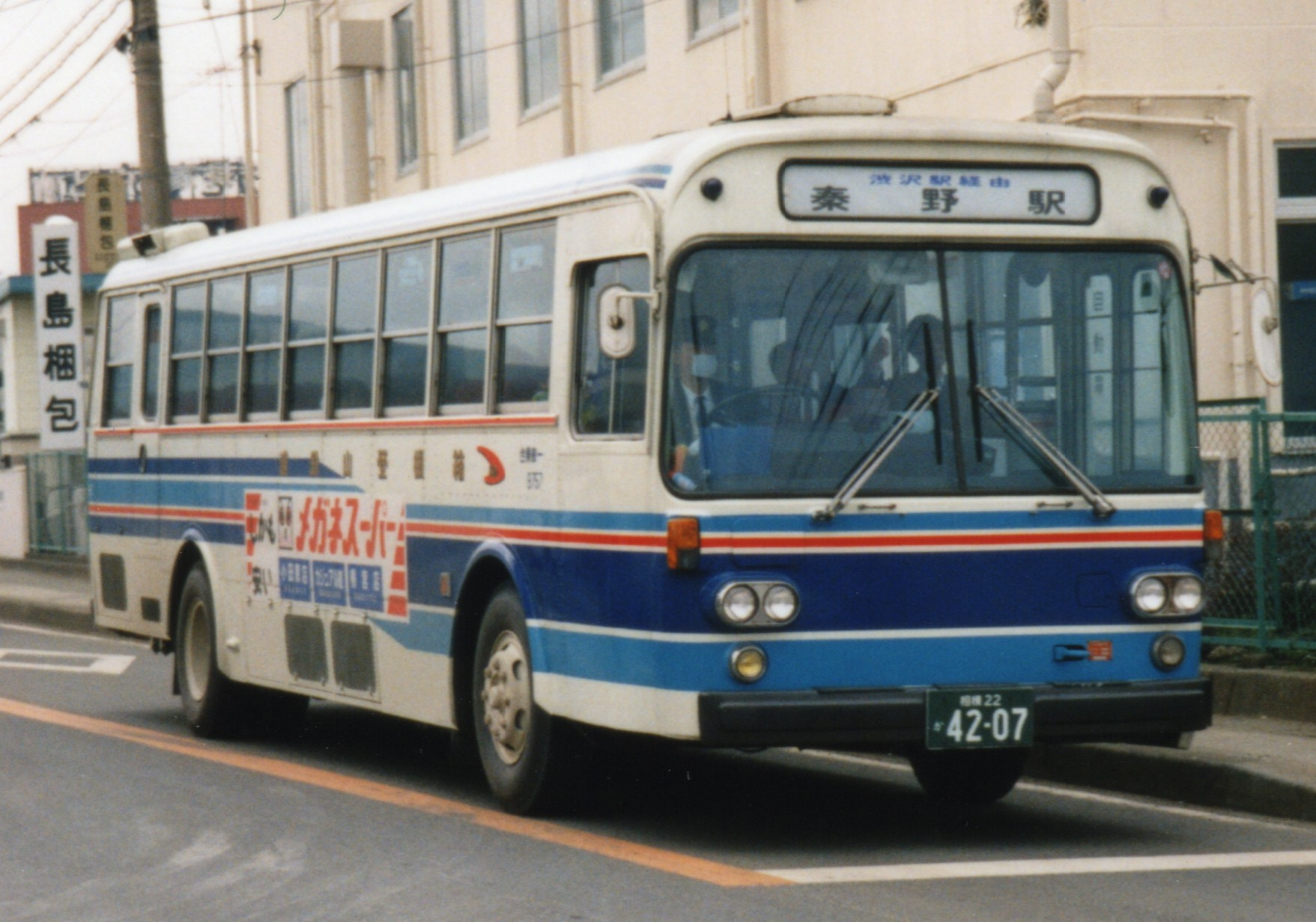
K-CJM550
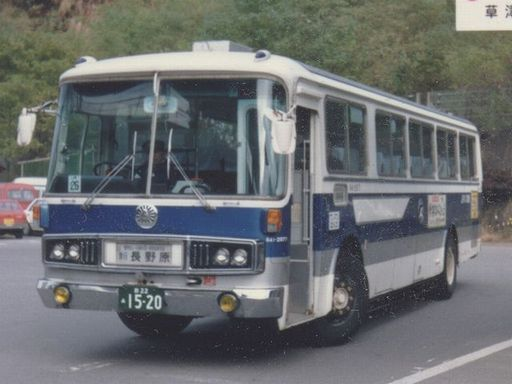
K-CQA550
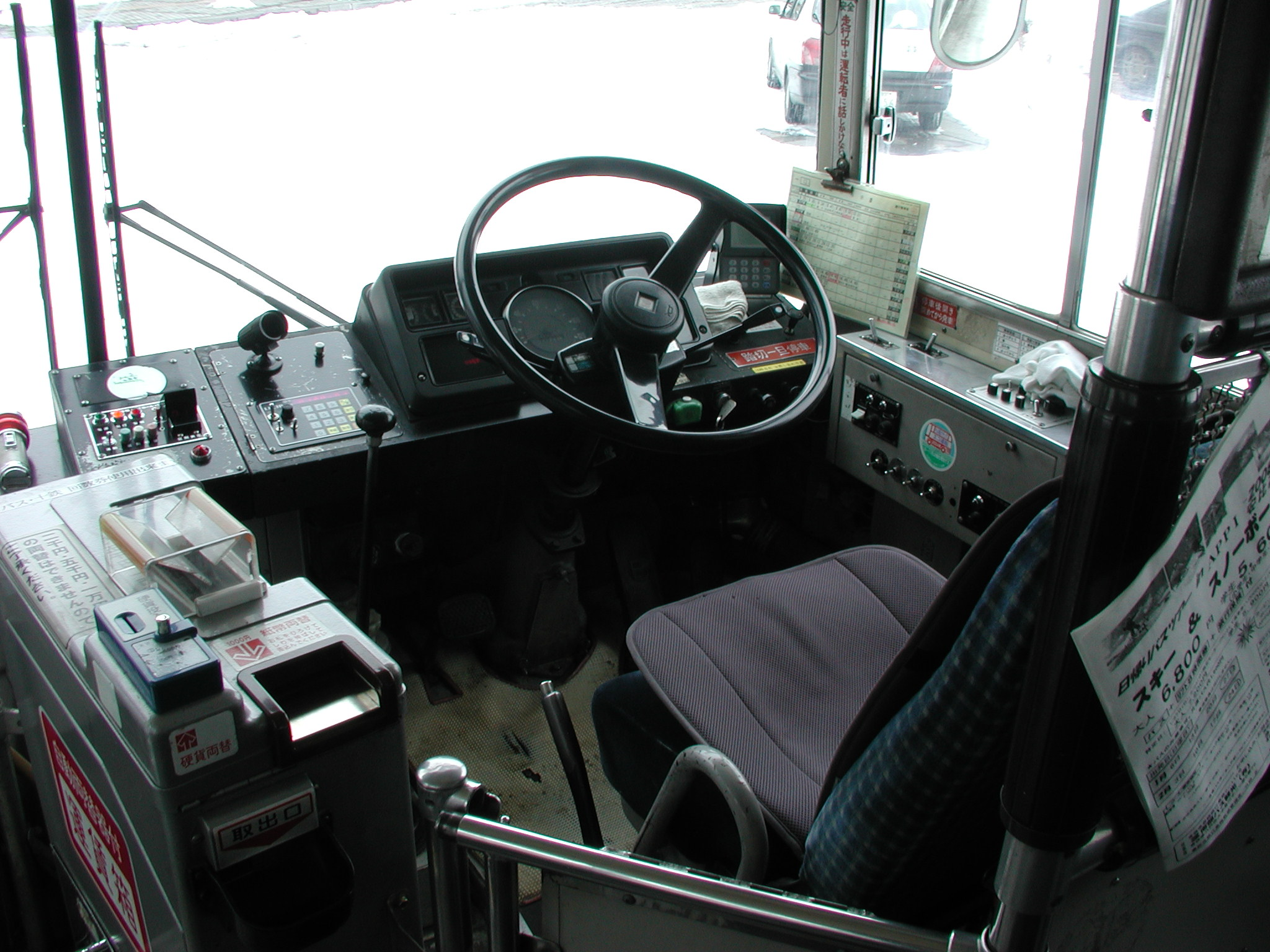
Cockpit des K-CJM500
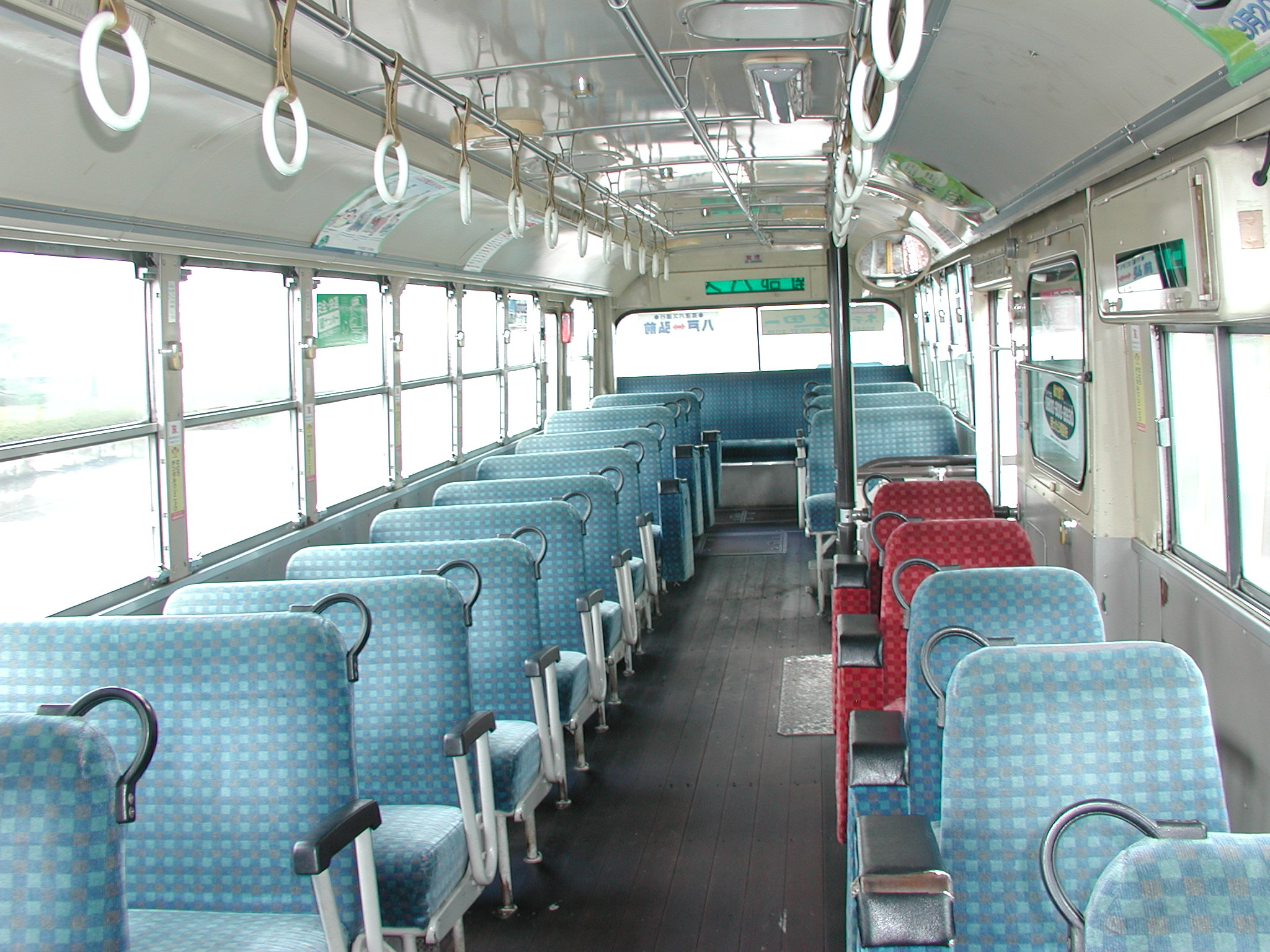
Innenraum des K-CJM500